# Konceptdesign
Konceptdesign er en strategisk og tværdisciplinel designpraksis. Denne form for designpraksis tager sit udgangspunkt i en kontekst og et problem. Herfra arbejdes der frem mod en løsning i form at et koncept. Konceptet består af en række elementer, der tilsammen danner en helhed. Et produkt er eksempelvis ikke et koncept i sig selv, men et af elementerne i konceptet.
| Ledelse | Spire Denne artikel om ledelse i teori eller praksis er en spire som bør udbygges. Du er velkommen til at hjælpe Wikipedia ved at udvide den. |